# Phyllophaga anolaminata
Phyllophaga anolaminata är en skalbaggsart som beskrevs av Moser 1921. Phyllophaga anolaminata ingår i släktet Phyllophaga och familjen Melolonthidae. Inga underarter finns listade i Catalogue of Life.